# Càlcul estocàstic

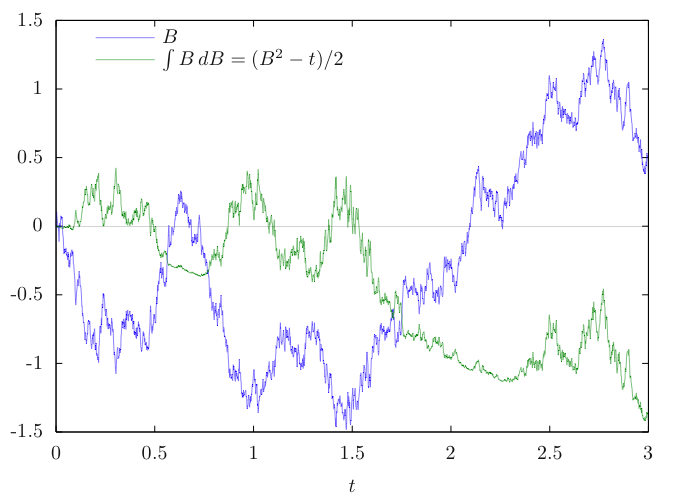
Un diagrama d'una trajectòria mostra d'un procés de Wiener, o moviment brownià, B, juntament amb la seva integral Itō respecte a si mateix. La integració per parts o el lema d'Itō mostra que la integral és igual a (B2 - t)/2.

El càlcul estocàstic és una branca de les matemàtiques que opera amb processos estocàstics. Permet definir una teoria consistent de la integració per a integrals de processos estocàstics respecte als processos estocàstics. Aquest camp va ser creat i iniciat pel matemàtic japonès Kiyoshi Itô durant la Segona Guerra Mundial.
El procés estocàstic més conegut al qual s'aplica el càlcul estocàstic és el procés de Wiener (anomenat en honor a Norbert Wiener), que s'utilitza per modelar el moviment brownià tal com el descriuen Louis Bachelier el 1900 i Albert Einstein el 1905 i altres processos de difusió física, a l'espai de partícules sotmeses a forces aleatòries. Des de la dècada de 1970, el procés de Wiener s'ha aplicat àmpliament en matemàtiques i economia financera per modelar l'evolució en el temps dels preus de les accions i dels tipus d'interès dels bons.
Els principals sabors del càlcul estocàstic són el càlcul Itô i el seu relatiu variacional el càlcul de Malliavin. Per raons tècniques, la integral Itô és la més útil per a classes generals de processos, però la integral de Stratonovich relacionada és freqüentment útil en la formulació de problemes (especialment en disciplines d'enginyeria). La integral de Stratonovich es pot expressar fàcilment en termes de la integral Itô. El principal avantatge de la integral de Stratonovich és que obeeix la regla habitual de la cadena i, per tant, no requereix el lema d'Itô. Això permet expressar problemes en una forma invariant de sistema de coordenades, la qual cosa és molt valuosa quan es desenvolupa el càlcul estocàstic en varietats diferents de Rn. El teorema de convergència dominada no val per a la integral de Stratonovich; en conseqüència, és molt difícil demostrar resultats sense tornar a expressar les integrals en forma Itô.

## Integral Itô
La integral Itô és fonamental per a l'estudi del càlcul estocàstic. La integral {\displaystyle \int H\,dX} es defineix per a una semimartingala X i un procés predictible localment limitat H.

## Integral de Stratonovich
La integral de Stratonovich d'una semimartingala {\displaystyle X} contra una altra semimartingala Y es pot definir en termes de la integral Itô com
{\displaystyle \int _{0}^{t}X_{s-}\circ dY_{s}:=\int _{0}^{t}X_{s-}dY_{s}+{\frac {1}{2}}\left[X,Y\right]_{t}^{c},}
on [X ,Y] t c denota la covariació quadràtica de les parts contínues de X i Y. La notació alternativa
{\displaystyle \int _{0}^{t}X_{s}\,\partial Y_{s}}
també s'utilitza per indicar la integral de Stratonovich.

## Aplicacions
Una aplicació important del càlcul estocàstic és en les finances matemàtiques, en les quals sovint se suposa que els preus dels actius segueixen equacions diferencials estocàstiques. Per exemple, el model Black–Scholes valora les opcions com si seguissin un moviment brownià geomètric, il·lustrant les oportunitats i els riscos de l'aplicació del càlcul estocàstic.